# ليا لويس (لاعبة كرة قدم)
ليا لويس جريبيوس (من مواليد 9 يوليو 1997) هي لاعبة كرة قدم حرة إنجليزية وسفيرة عالمية لكرة القدم. بعد أن تدربت على الرقص معظم شبابها، بدأت ممارسة كرة القدم الحرة في العشرينات من عمرها وأصبحت بطلة العالم.

## نشأتها
ولدت لويس في لندن، إنجلترا ونشأت في منطقة بريتاني في فرنسا، أجدادها من أمها أيرلنديون ويلزيون. أما والدها فرنسي. لديها شقيقين هم إميلي وألكسندر،, كانت راقصة تنافسية من عام 2010 إلى عام 2018 تقريبًا.